# Vorstenspiegel

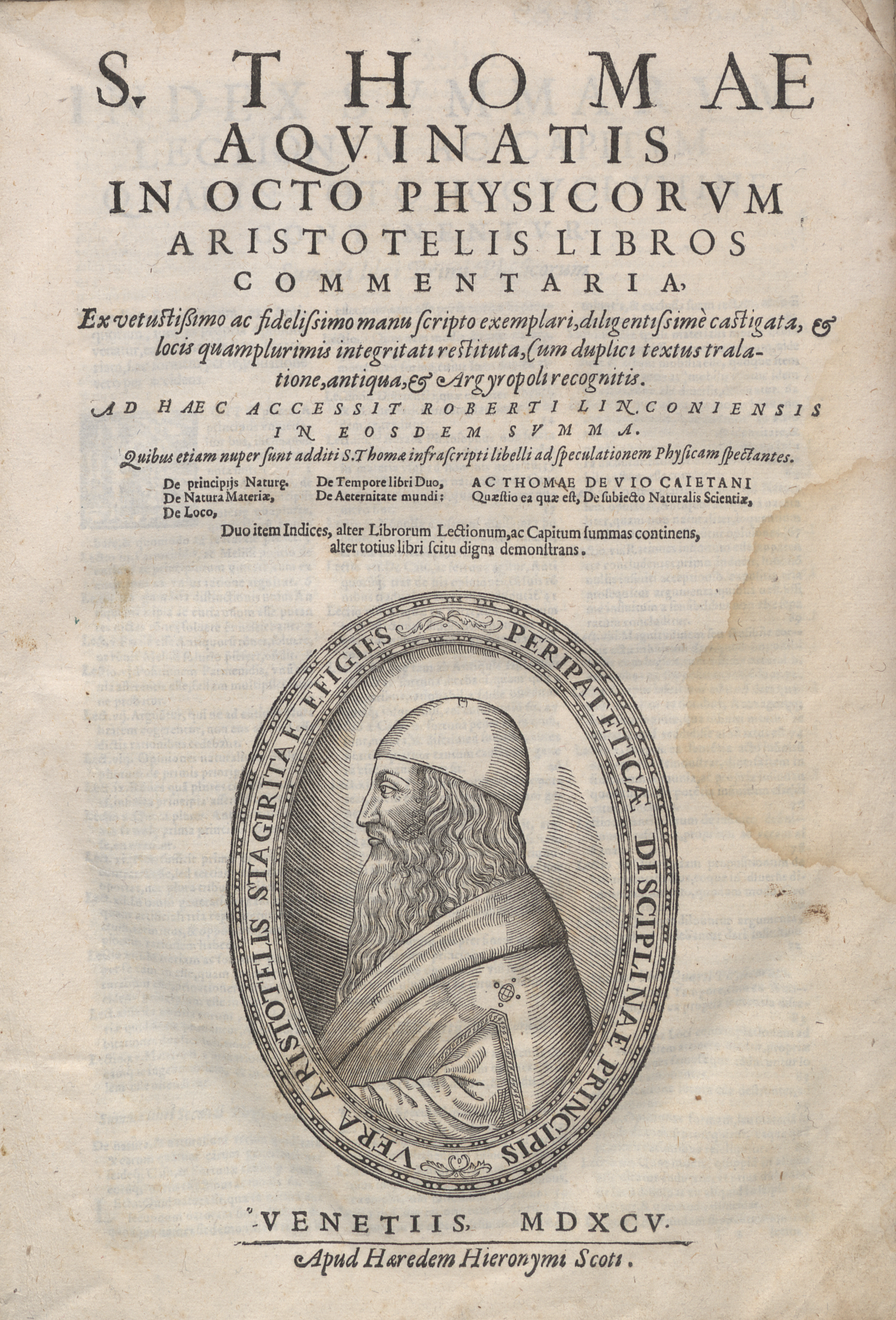
Super Physicam Aristotelis, 1595

Een vorstenspiegel (Latijn: speculum principum) is een educatief literair werk waarin een vorst van advies wordt voorzien. In de middeleeuwen groeide dit uit tot een literair genre, maar ook ver daarvoor werden vergelijkbare teksten geschreven. Het is een specifieke vorm van de in de Middeleeuwen ook populaire spiegels die tot doel hadden het zelfinzicht van de mens te vergroten.
Bekend uit het oude Nabije Oosten is Advies aan een prins dat verwant is aan de wijsheidsliteratuur van die tijd. Uit de klassieke oudheid zijn bekende voorbeelden Kyropaedie (de opvoeding van Cyrus, ca. 360 v. Chr.) van Xenophon, Secreta secretorum van waarschijnlijk Aristoteles voor Alexander de Grote, de Caesarische redevoeringen van Cicero (Pro Marcello, Pro Ligario en Pro rege Deiotaro), het traktaat De clementia van Seneca en Panegyricus van Plinius.
Uit de renaissance zijn bekende voorbeelden Institutio (Opvoeding van een christelijke vorst, 1516) van Erasmus voor de jonge koning van Spanje, de latere keizer Karel V en Il principe (De vorst, 1513) van Machiavelli voor Lorenzo II de' Medici. Laatstgenoemd tractaat was door de auteur nimmer voor publicatie bedoeld.
Il principe  wijkt af van de andere vorstenspiegels die normaal gesproken de waarden en normen benoemen waar een goede vorst zich aan dient te houden. Machiavelli beschrijft juist geen ideale, maar een realistische wereld, waarin het doel de middelen heiligt.